# Shin Seiki Evangelion
Shin Seiki Evangelion (新世紀エヴァンゲリオン (Tân thế kỷ Evangelion) n.đ. 'Phúc âm của thế kỷ mới'), là một bộ anime truyền hình dài tập của Nhật Bản do Gainax sản xuất và Tatsunoko vẽ hoạt hình, đạo diễn của bộ phim là Anno Hideaki. Loạt phim được phát sóng lần đầu trên TV Tokyo từ tháng 10 năm 1995 đến tháng 3 năm 1996. Dàn diễn viên lồng tiếng bao gồm Ogata Megumi trong vai Ikari Shinji, Mitsuishi Kotono trong vai Katsuragi Misato, Hayashibara Megumi trong vai Ayanami Rei, và Miyamura Yūko trong vai Soryu Asuka Langley.
Evangelion lấy bối cảnh chủ yếu ở thành phố giả tưởng Tokyo-3 với khoảng thời gian là 15 năm sau trận đại địa chấn gây tác động mạnh đến toàn thế giới. Nhân vật chính của bộ anime là Ikari Shinji, một cậu bé gia nhập tổ chức mờ ám Nerv theo lời kêu gọi của người cha Gendo để điều khiển cỗ máy sinh học khổng lồ ("Evangelion"), nhằm chiến đấu chống lại cuộc xâm lăng của những sinh vật gọi là "Angel". Nội dung của phim kể về những trải nghiệm và tâm tư của các phi công Evangelion cùng với dàn nhân viên của Nerv khi họ cố gắng ngăn chặn các "Angel" gây thêm nhiều thảm họa hơn. Trong cuộc chiến này, họ dần khám phá ra được nguyên nhân sau cùng dẫn đến những sự kiện thảm họa và động cơ đằng sau hành động tự hủy diệt của loài người. Vai trò của nhân vật trong phim không có sự phân định rõ ràng khi nhà phát minh/người cha tốt bụng lại phải đóng vai kẻ lạnh lùng, nhan hiểm; còn nhân vật chính với vẻ bề ngoài là một thiếu niên nhiệt huyết thực chất lại có sự dao động, bất ổn trong nội tâm. Bộ phim này được mô tả là sự giải kết cấu của thể loại mecha. Nguyên mẫu của những hình ảnh có tính chất biểu tượng trong series lấy cảm hứng từ vũ trụ học Thần đạo cũng như các truyền thuyết thần bí của đạo Do Thái, đạo Kitô, bao gồm thần bí học "Midrash" và cây sự sống "Kabbalah". Lý thuyết phân tâm học của Sigmund Freud và Carl Jung cũng xuất hiện một cách rõ nét trong bộ anime này.
Bên cạnh nhiều đánh giá tích cực, Shin Seiki Evangelion cũng thu về không ít những ý kiến trái chiều. Đặc biệt là 2 tập cuối của bộ phim đã gây ra nhiều tranh cãi. Năm 1997, Anno Hideaki và Gainax phát hành phim lẻ thời lượng dài Shin Seiki Evangelion Gekijō-ban: Ea/Magokoro o, Kimi ni thể hiện cái kết ở một viễn cảnh khác. Bộ anime gốc đóng vai trò quan trọng trong việc hồi sinh ngành công nghiệp anime và trở thành biểu tượng văn hóa. Phim điện ảnh, manga, băng đĩa cho thuê và các sản phẩm khác trong nhượng quyền thương mại của Evangelion đã đạt doanh thu kỷ lục tại thị trường Nhật Bản và doanh thu mạnh ở thị trường nước ngoài. Tính riêng mặt hàng ăn theo tác phẩm cũng đạt doanh thu 150 tỷ yên vào năm 2007 và những cỗ máy pachinko Evangelion đã mang về lợi nhuận 700 tỷ yên vào năm 2015.

## Cốt truyện
Năm 2015, 15 năm sau một đại thảm họa được gọi là Chấn động thứ 2, Ikari Shinji đã được cha mình yêu cầu đến thành phố Tokyo-3. Cha của cậu là Ikari Gendo, chỉ huy của tổ chức bán quân sự Nerv và là người đã ruồng bỏ cậu sau khi mẹ cậu qua đời. Tại Tokyo-3, Shinji tận mắt chứng kiến lực lượng của Liên Hợp Quốc chiến đấu với Angel. Angel là một chủng sinh vật quái dị khổng lồ đã thức tỉnh như lời tiên đoán của cuộn sách Biển Chết. Bởi vì Angel có thể tạo ra trường lực gần như không thể xuyên thủng nên những cỗ máy sinh học khổng lồ Evangelion đã được tạo ra để chống lại Angel. Evangelion là cỗ máy vận hành dựa vào sự đồng bộ hóa với hệ thần kinh của phi công và có khả năng tạo ra trường lực của riêng nó. Những người duy nhất có thể lái Evangelion là những đứa trẻ mồ côi mẹ sau Chấn động thứ hai do Viện Marduk lựa chọn và chỉ định là những đứa trẻ được đánh số (ví dụ "Đứa trẻ thứ nhất", "Đứa trẻ thứ hai").
Sĩ quan của Nerv là Katsuragi Misato hộ tống Shinji đến khu phức hợp Nerv bên dưới Tokyo-3, nơi cha cậu ép buộc cậu phải lái Evangelion Unit-01 để chống lại Angel. Vì không có sự huấn luyện từ trước nên Shinji nhanh chóng bị áp đảo trong trận chiến. Lúc cậu tưởng chừng như đã thất bại thì Evangelion bỗng dưng nổi cơn thịnh nộ và tự tay giết chết Angel một cách dã man.
Sau khi nhập viện, Ikari Shinji chuyển đến sống cùng với Misato và ổn định cuộc sống tại Tokyo-3. Trong trận chiến thứ hai, Shinji đã đánh bại một Angel nhưng sau đó lại muốn từ bỏ tất cả và trở nên quẫn trí. Misato cố thuyết phục Shinji và cậu quyết định tiếp tục làm phi công. Toàn bộ nhân viên của Nerv và Shinji sau đó phải tiếp tục chiến đấu và đánh bại 14 Angel còn lại để ngăn chặn Chấn động thứ 3, một trận đại thảm họa có thể hủy diệt thế giới. Evangelion Unit-00 đã được sửa chữa không lâu sau đó. Shinji cố gắng kết bạn với phi công Unit-00 là Ayanami Rei, cô gái đồng trang lứa bí ẩn bị cô lập với xã hội. Với sự trợ giúp của Rei, Shinji đã đánh bại thêm một Angel khác. Sau đó, họ tiếp tục nhận thêm sự trợ giúp từ phi công Evangelion Unit-02 là Soryu Langley Asuka. Asuka là một thiếu nữ đa tài nhưng không thể nào ưa nổi, cô là người mang 3 dòng máu Đức-Nhật-Mỹ. Dù vậy, cả 3 người họ vẫn có thể hợp tác để đánh bại một số Angel. Khi Shinji thích nghi với vai trò phi công mới của mình, cậu dần trở nên tự tin và đáng để trông cậy hơn. Asuka chuyển đến sống cùng Shinji, và giữa họ bắt đầu nảy sinh một kiểu tình cảm lộn xộn, không rõ ràng. Cậu đã hôn Asuka sau khi bị cô khiêu khích.
Trong một trận chiến với Angel, cậu gặp sự cố và bị nó nuốt chửng, nhưng cuối cùng cũng tự thoát ra được do Evangelion tự hành động. Sau đó, cậu bị ép phải chiến đấu với Evangelion Unit-03, lúc đó đang bị Angel xâm nhập. Cậu phải chứng kiến Unit-01 tự động đánh Unit-03 rất tàn nhẫn đến mức phi công của nó là Suzuhara Toji, cũng đồng thời là bạn cùng lớp với cậu mất đi khả năng lao động và bị tàn tật vĩnh viễn. Asuka mất đi sự tự tin sau một thất bại và bắt đầu mắc bệnh trầm cảm. Mọi chuyện trở nên tồi tệ hơn trong cuộc chiến tiếp theo, Angel đã xâm chiếm tâm trí cô và ép cô phải hồi tưởng lại nỗi sợ hãi tồi tệ nhất và chấn thương tâm lý thời thơ ấu khiến cô bị suy sụp tinh thần. Ở trận chiến kế tiếp, Rei buộc phải kích hoạt tự hủy Unit-00 và hi sinh để cứu mạng Shinji. Misato và Shinji đến bệnh viện và họ phát hiện ra Rei vẫn còn sống nhưng cô tuyên bố rằng cô là "Rei thứ 3". Misato yêu cầu nhà khoa học Akagi Ritsuko tiết lộ bí mật đen tối của Nerv, nghĩa địa Evangelion, và hệ thống dummy plug vận hành bằng cách sử dụng bản sao của Rei. Rei là người nhân tạo được tạo ra từ DNA của mẹ Shinji, Ikari Yui. Những sự kiện liên tiếp này khiến Shinji bị tổn thương cảm xúc và bắt đầu xa lánh tất cả mọi người. Nagisa Kaworu được chỉ định làm phi công thay thế cho Asuka đang bị mắc chứng căng trương lực. Giữa tình hình căng thẳng, Kaworu nhanh chóng làm thân với Shinji và được lòng tin tưởng của Shinji. Kaworu đã bộc bạch nỗi lòng rằng cậu ấy yêu Shinji. Tuy vậy, Kaworu thực chất là Angel cuối cùng tên là Tabris. Anh khởi động Eva Unit-02 lên và tiến xuống Terminal Dogma nhằm quay trở lại với Adam và có thể kích hoạt Chấn Động Thứ Ba. Ở giữa đường đến, Kaworu đã gặp và giao chiến với Shinji, sau đó Kaworu nhận ra rằng anh phải chết nếu muốn nhân loại tiếp tục tồn tại và yêu cầu Shinji kết liễu anh. Mục đích ban đầu của Angel đổ bộ lên Tokyo-3 là để tìm thánh thể của Adam mà chúng lầm tưởng rằng con người đã cướp đi trong đại thảm họa trước đó. Shinji do dự nhưng cuối cùng cũng xuống tay với Kaworu. Shinji tâm sự với Misato rằng cậu yêu Kaworu, sự kiện này khiến cậu cảm thấy bị đè nén bởi cảm giác tội lỗi.
Sau khi Angel cuối cùng bị đánh bại, tổ chức bóng tối bí ẩn giám sát toàn bộ mọi chuyện là Seele quyết định khởi động Dự án hoàn thiện con người. Dự án này là một quá trình tiến hóa bắt buộc của nhân loại, trong đó linh hồn của cả nhân loại sẽ được hợp nhất vì mục đích nhân từ. Seele tin rằng nếu hợp nhất, nhân loại cuối cùng có thể vượt qua nỗi cô đơn và sự xa cách vĩnh hằng đang nguyền rủa họ. Linh hồn của Shinji vật lộn với ý nghĩa tồn tại của cậu và đạt đến sự hiển linh rằng cậu thật sự không thể sống nếu thiếu người khác. Đồng thời, Shinji cũng nhận ra rằng cậu có thể yêu bản thân mình hơn. Cậu phá vỡ bức tường cảm xúc tiêu cực đang dày vò cậu và đoàn tụ với những người khác. Họ vỗ tay chúc mừng cậu vì cậu đã giác ngộ.

## Nhân vật

Dàn nhân vật của Shin Seiki Evangelion như được khắc họa trên bìa đĩa laser và VHS tập 14

Anno Hideaki nỗ lực tạo ra những nhân vật phản ánh một phần tính cách của ông. Nhân vật trong Evangelion thường vật lộn trong các mối quan hệ giữa người với người, vấn đề cá nhân và những sự kiện đau thương trong quá khứ. Những phẩm chất rất con người của nhân vật khiến một số khán giả đồng cảm với nhân vật như thể là bản thân, trong khi một số khác thì diễn giải nhân vật như biểu tượng lịch sử, tôn giáo hoặc triết học.
Ikari Shinji
Ikari Shinji là nhân vật giữ vai trò chủ đạo của bộ anime và là phi công chỉ định của Evangelion Unit-01. Ngay từ khi còn bé, Shinji đã phải chứng kiến người mẹ Ikari Yui qua đời và cũng kể từ khoảnh khắc đó, cậu đã bị cha cậu là Ikari Gendo ruồng bỏ. Shinji thực sự rất đa sầu đa cảm và đôi khi hành động quá theo sát với mệnh lệnh vì sợ làm mất lòng người khác, tuy nhiên cậu vẫn thường nổi loạn và hay từ chối lái Evangelion vì nó từng khiến cho cậu hoặc bạn bè cậu bị tổn thương nặng nề. Trong suốt series, cậu luôn tự nhủ với chính mình rằng "Mình không được chạy trốn" như một cách để động viên bản thân đương đầu với mối đe dọa trong ngày, điều này đôi lúc khiến cậu trở nên dũng cảm trong trận chiến. Dù vậy, cậu vẫn thường có thói xấu không thể dứt bỏ là hay thoái thác khi gặp sự kiện đau thương. Anno mô tả Shinji là một cậu bé "luôn thu mình lại trong giao tiếp với con người" và thường "tự cho bản thân cậu là kẻ vô dụng, không cần thiết".
Rei Ayanami
Ayanami Rei là phi công bí ẩn của chiếc Evangelion Unit-00, dù vậy cô không thường xuyên được cử đi làm nhiệm vụ kể từ thời điểm bộ phim bắt đầu. Cô thực chất là bản sao được tạo ra từ hài cốt của Ikari Yui, và bị ám ảnh bởi cảm xúc tiêu cực về giá trị bản thân khi biết rõ rằng mình có thể bị vứt bỏ như một món đồ bất cứ lúc nào. Lúc đầu, Rei khinh thường Shinji vì cậu thiếu tin tưởng vào Gendo, người mà cô rất thân thiết. Tuy nhiên, cô bắt đầu thân thiện với Shinji sau khi cùng cậu đánh bại Angel Ramiel. Đến cuối series, cô được tiết lộ là một trong nhiều bản sao được tạo ra để thay thế Rei hiện đang tồn tại phòng trường hợp cô bị giết.
Soryu Langley Asuka
Soryu Langley Asuka là phi công điều khiển Evangelion Unit-02, cô được biết đến là thần đồng có tính khí nóng nảy, kiêu ngạo và tự tin thái quá. Điều này khiến cô gặp không ít rắc rối và khó khăn, đặc biệt là khi vào trận chiến. Khi còn bé, Asuka phát hiện ra thi thể của mẹ mình không lâu sau khi bà treo cổ tự sát, lúc đó cô đã cố kìm ném cảm xúc và thề sẽ không bao giờ khóc thêm lần nữa. Giữa Asuka và Shinji có vẻ đã nảy sinh tình cảm mãnh liệt nhưng mơ hồ và khó tiếp cận lẫn nhau. Mối quan hệ của họ ban đầu định mô phỏng theo mối quan hệ giữa Jean và Nadia trong bộ phim Nadia mà Anno từng làm đạo diễn trước đó. So với Shinji, Asuka và Rei đều có những khiếm khuyết của riêng mình và thường gặp khó khăn trong việc thấu hiểu, đồng cảm với người khác. Katsuragi Misato là người giám sát kiêm tư lệnh của Shinji và Asuka. Khi ở Nerv, Misato có phong thái chuyên nghiệp nhưng khi về nhà thì cô như một con người khác, sống vô tư và thiếu tinh thần trách nhiệm. Nhà thiết kế nhân vật Sadamoto Yoshiyuki xem Misato như một "cô hàng xóm" lớn tuổi hơn và là kẻ thất bại với lối sống cẩu thả, không biết chăm chút cho cuộc sống của bản thân. Anno Hideaki mô tả Shinji và Misato đều là những người "sợ bị tổn thương" và "không phù hợp — thiếu thái độ tích cực — để có thể trở thành cái mà mọi người gọi là anh hùng của cuộc phiêu lưu".
Các phi công thiếu niên của Evangelion đều nhận lệnh tham chiến từ Ikari Gendo, cha của Shinji và là chỉ huy nghiêm khắc của Nerv. Ông bỏ rơi Shinji khi cậu còn bé và gọi cậu đến Nerv chỉ để phục vụ như là phi công của Evangelion. Gendo tận dụng phần thi thể của người vợ quá cố để tạo ra Rei, người mà ông coi như công cụ đơn thuần để đánh bại Angel và thực hiện Dự án hoàn thiện con người (Jinrui Hokan Keikaku). Tương tự như Shinji, ông có phần nào đó phi xã hội, sợ bị người khác xúc phạm và thường xuyên chạy trốn vì lý do như vậy, thường xuyên phạm phải những hành vi trái đạo đức trong quá trình này. Nỗi sợ này cũng là lý do khiến ông bỏ rơi Shinji. Ông được khắc họa là một con người không từ bất cứ thủ đoạn nào để giành chiến thắng, "sử dụng nhiều biện pháp quyết liệt và có phần cực đoan, bằng các phương kế sòng phẳng hoặc gian lận, bằng đủ mọi cách để đạt được mục đích của riêng mình." Theo Sadamoto Yoshiyuki, tính cách của Gendo và Fuyutsuki đều dựa trên Ed Straker và Alec Freeman của chương trình truyền hình UFO. Sadamoto cố thiết kế vẻ bề ngoài của nhân vật sao cho "chỉ cần nhìn thoáng qua là ít nhiều hiểu được" nhân cách của họ. Sự lôi cuốn về mặt thẩm mỹ trong thiết kế nhân vật nữ chính đã góp phần làm tăng doanh thu từ việc bán sản phẩm ăn theo Evangelion. Đặc biệt, tạo hình nhân vật Rei đã trở nên nổi tiếng đến mức giới truyền thông gọi cô là "Premium Girl" (cô gái đắt hàng) do những quyển sách có bìa hình ảnh Rei bán rất chạy.

## Sản xuất
Đạo diễn Anno Hideaki mắc phải chứng trầm cảm sau khi hoàn thành tác phẩm Fushigi no Umi no Nadia và gặp thất bại vào năm 1992 trong dự án tiếp theo của bộ phim Ōritsu Uchūgun: Oneamisu no Tsubasa. Theo Takeda Yasuhiro, Anno đã đồng ý hợp tác với King Records và Gainax trong lúc uống rượu với đại diện của King là Ōtsuki Toshimichi. King Records cam kết cho Anno một khoảng thời gian để "làm điều gì đó, bất cứ điều gì".  Anno bắt đầu phát triển loạt phim mới vào năm 1993 xoay quanh ý niệm không chạy trốn, vốn là chủ đề cơ bản của Aoki Uru, một dự án mà Anno thất bại trong việc bắt tay vào sản xuất. Khi quá trình sản xuất bắt đầu, Anno dự định là muốn tăng số lượng otaku cho Evangelion và thu hút sự quan tâm trên phương tiện truyền thông. Theo Anno, cốt truyện của bộ phim là sự phản ánh căn bệnh trầm cảm kéo dài 4 năm của ông. Trong giai đoạn thiết kế ban đầu của dự án Evangelion, một số định dạng cho anime đã được xem xét, có thể là dạng phim điện ảnh, chương trình truyền hình hoặc OVA. Nhóm sản xuất cuối cùng cũng chọn định dạng chương trình truyền hình vì nó là kiểu phương tiện truyền thông dễ tiếp cận rộng rãi nhất ở Nhật Bản vào thời điểm đó. Tiêu đề đề xuất là Alcion bị từ chối vì tiếng Nhật thiếu phụ âm cho từ khó phát âm này.

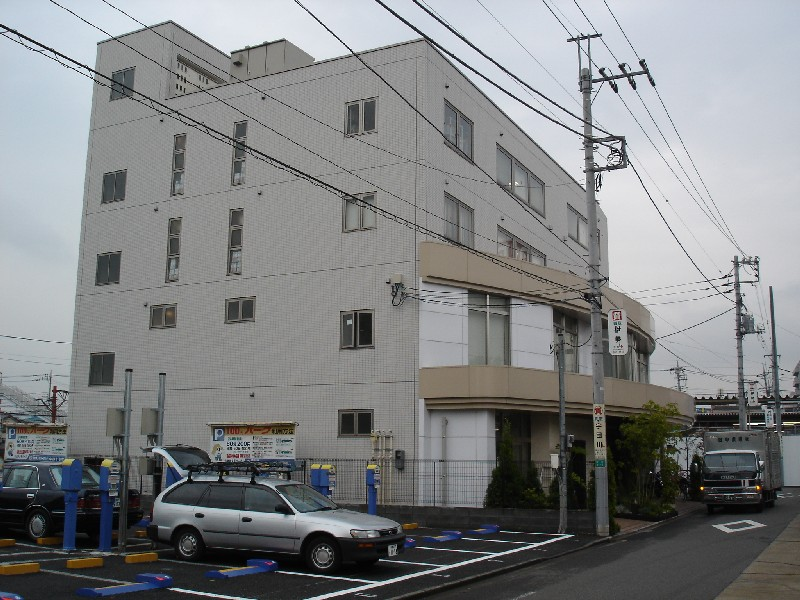
Studio Gainax ở Koganei, Tokyo

Các nhà phê bình lưu ý cách Evangelion vay mượn một số kịch bản nhất định và sử dụng nội tâm làm phương tiện tường thuật từ một dự án trước đó của Anno tên là Toppu o Nerae!. Ở dự án Evangelion, ông kết hợp cấu trúc tường thuật của Nadia và nhiều khung tham khảo khác để câu chuyện gợi mở theo hướng dần sáng tỏ. Trong quá trình viết kịch bản, các yếu tố của cốt truyện Evangelion có sự tiến triển so với khái niệm gốc. Ban đầu, series dự tính là sẽ cho nhân vật nữ giữ vai trò chủ đạo nhưng ý tưởng này đã bị loại bỏ. Ý tưởng gốc của tập đầu dự định là cuộc chiến giữa Angel và Rei, còn Shinji chỉ được giới thiệu sau khi Angel tạm thời bị đánh bại. Cốt truyện đã có những sự thay đổi tiếp theo kể từ sau vụ tấn công bằng khí sarin của giáo phái Aum Shinrikyo trên tàu điện ngầm Tokyo vào tháng 3 năm 1995. Azuma Hiroki nói rằng câu chuyện gốc của Evangelion "quá sát với thực tế" theo quan điểm của Anno. Về cơ bản, Anno cho rằng kịch bản ban đầu không phù hợp để phát sóng và ông sợ bị kiểm duyệt. Tuy nhiên, ông cũng chỉ trích Aum Shinrikyo vì "chúng không còn bất cứ mối liên hệ gì với thực tế". Vì lý do này, Azuma tuyên bố rằng Evangelion sẽ "về bản chất là sự phê phán đối với giáo phái Aum". Phiên bản cuối cùng của câu chuyện phản ánh nguồn cảm hứng rút ra từ nhiều anime và tác phẩm hư cấu khác. Đứng đầu trong số này là Uchū Senkan Yamato, Mobile Suit Gundam, Devilman, và Densetsu Kyojin Ideon. Series cũng bày tỏ lòng thầm kính đối với tác phẩm Childhood's End, một số tiểu thuyết của Murakami Ryū, The Andromeda Strain, The Divine Invasion, bài thơ Pippa Passes, The Hitcher, và một số chương trình truyền hình gồm The Prisoner, Thunderbirds, Ultraman và Ultra Seven.
Sự phát triển của Shin Seiki Evangelion thực sự rơi vào tình trạng "nước đến chân mới nhảy" trong quá trình sản xuất. Những đoạn cắt cảnh gốc của hai tập đầu tiên đã được trình chiếu tại lễ hội Gainax lần thứ 2 vào tháng 7 năm 1995, chỉ 3 tháng trước khi chúng được công chiếu trên truyền hình. Khi làm đến tập 13, loạt phim bắt đầu đi chệch hướng so với câu chuyện gốc, và buộc phải thay đổi so với dự tính ban đầu. Số lượng Angel giảm xuống còn 17 thay vì 28 như dự định, và các nhà biên kịch phải thay đổi kết thúc của câu chuyện, vốn định mô tả sự thất bại của Dự án hoàn thiện con người sau khi bị Angel tấn công từ mặt trăng. Sự thay đổi so với kế hoạch ban đầu không phải là vấn đề duy nhất của loạt phim. Theo Anno, mặc dù Gainax là studio chính của series nhưng bản thân công ty cũng không có đủ nhân lực và vật lực để sản xuất bộ phim một cách hoàn chỉnh. Chỉ có 3 nhân viên của Gainax là sẵn sàng làm việc cho loạt phim bất cứ lúc nào, và phần lớn công việc sản xuất của series có sự phụ thuộc vào nguồn lực của Tatsunoko Production.
Bắt đầu từ tập 16, nhà sản xuất thay đổi đáng kể lối tường thuật của câu chuyện, thay vì kể về sự cứu rỗi thì họ sẽ tập trung vào khai thác nét riêng của mỗi nhân vật. Sự thay đổi này trùng hợp với việc Anno bắt đầu quan tâm đến tâm lý học sau khi một người bạn cho ông mượn cuốn sách về bệnh tâm thần. Đỉnh điểm của sự quan tâm này là sự phân tích tâm lý nhân vật trong 2 tập cuối. Anno cảm thấy cần thiết phải bỏ kịch bản gốc của tập 25 để viết nên cái mới. Những tập phim này sử dụng nhiều hoạt ảnh trừu tượng, hồi tưởng, những bức vẽ nét đơn giản, ảnh chụp và các cảnh hình ảnh cố định với lời thoại lồng tiếng. Một số nhà phê bình cho rằng ông Anno cố tình lựa chọn lối hoạt hình độc đáo này là do ngân sách bị cắt giảm, nhưng Okada Toshio giải thích rằng vấn đề không chỉ đơn giản là chệch kế hoạch hay ngân sách mà là Anno "không thể quyết định kết thúc khi chưa có thời điểm thích hợp, đó là phong cách của ông ấy".

## Chủ đề

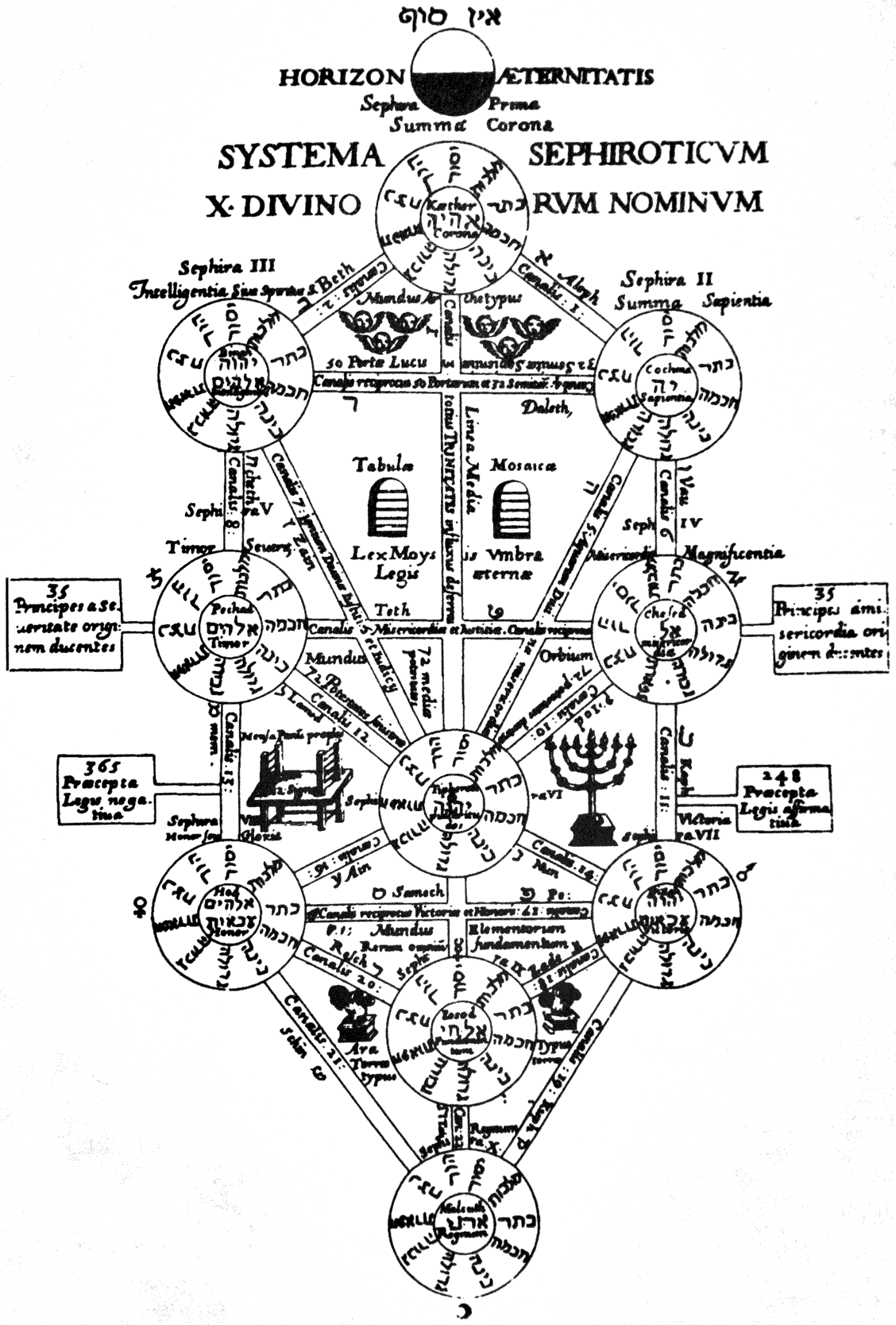
Cây thế giới và 10 quả cầu sefirot được thể hiện trong phần nhạc chủ đề mở đầu của loạt phim.

Shin Seiki Evangelion lồng ghép một cách tự do nhiều yếu tố truyền thuyết thần bí của đạo Do Thái, đạo Kitô, bao gồm cả văn học Midrash và Kabballah. Series này dường như khiến người xem gặp khó khăn để tìm ra lời giải thích rõ ràng khi phóng tác ý tưởng phát triển từ Sách Sáng thế bao gồm truyện Midrash, thánh tượng Zohar và truyện Kabballah để tạo ra kiểu thần thoại mới dành riêng cho Evangelion. Trợ lý đạo diễn Tsurumaki Kazuya nói rằng bộ phim mượn hình ảnh tham chiếu đến tôn giáo là để khiến nó trở nên "thú vị" và "đẹp một cách kỳ lạ" hơn, đồng thời giải thích rằng việc sử dụng hình ảnh mang tính biểu tượng của đạo Kitô trong series hoàn toàn không có hàm ý tôn giáo gì. Theo Anno, "khi các biểu tượng hòa hợp vào nhau, lần đầu tiên một cái gì đó giống như là mối tương quan hoặc ý nghĩa hiện lên một cách rõ ràng". Cốt truyện kết hợp các yếu tố bí truyền và thần bí của Kabballah Do Thái, bao gồm cả Angel. Angel trong Evangelion ít nhiều có những nét chung và nét riêng so với thiên thần của tôn giáo truyền thống như Sachiel, Sandalphon và Ramiel.
Theo Patrick Drazen, có rất nhiều ám chỉ liên quan đến Kojiki và Nihongi đóng một vai trò nổi bật trong Evangelion, cùng với đó là thế giới quan của Thần đạo về vũ trụ nguyên thủy và những cây thương thần của các vị thần như Izanagi và Izanami. Các yếu tố của truyền thuyết Judea Kitô hữu cũng đáng chú ý trong suốt bộ phim, bao gồm các tham chiếu liên quan đến Adam, Lilith, Eva, cây thương của Longinus, các cuộn sách Biển Chết, Adam Kadmon, và Cây sự sống. Sự hợp nhất tất cả con người thành một thông qua Dự án hoàn thiện con người ở cuối series được so sánh với khái niệm tikkun olam của đạo Do Thái. Những cỗ máy Evangelion còn được ví như golem trong văn hóa dân gian Do Thái, và thiết kế của chúng giống như mô tả truyền thống về oni trong văn hóa dân gian Nhật Bản.
Shin Seiki Evangelion được diễn giải là sự đấu tranh nội tâm của chính Anno Hideaki với chứng trầm cảm. Trong quá trình sản xuất phim, ông bắt đầu quan tâm đến bệnh tâm thần và tâm lý học. Theo ông, Rei là một nhân vật mắc bệnh tâm thần phân liệt và lại đại diện cho vô thức của Shinji. Shinji bị mắc chứng phức cảm Oedipus, và được mô tả là có xung đột giữa ham muốn tình dục-ham muốn hủy diệt. Tương tự như vậy, Ritsuko cũng mắc chứng phức cảm Electra, cô yêu Gendo như một người thay thế cho hình tượng người cha của cô. Bản thân Anno cũng nói rằng ông cảm thấy mình giống Shinji ở cả bình diện ý thức và vô thức. Đồng thời, ông cũng cảm thấy mình gắn bó với Asuka và Misato, còn Rei là "phần sâu kín nhất" của Anno và Kaworu là cái bóng của ông. Thậm chí còn có ý kiến cho rằng việc Shinji chui vào Unit-01 là "quay trở lại bụng mẹ" theo thuyết của Freud, và việc cậu cố gắng để thoát ra khỏi Eva giống như "nghi thức chuyển mình" để trở thành người đàn ông thực thụ. Series còn đề cập đến nhiều khái niệm triết học và phân tâm học, chẳng hạn như giai đoạn miệng, nội chiếu, tính hai chiều, và ham muốn chết. Những khái niệm này được tổng hợp từ các tác phẩm của Sigmund Freud, Arthur Schopenhauer, Søren Kierkegaard và một số tác giả khác.

## Phương tiện truyền thông liên quan

### Phim điện ảnh
Vào tháng 5 năm 1996, Gainax công bố sẽ ra mắt phim điện ảnh Evangelion để đáp lại sự không hài lòng của người hâm mộ về phần cuối của loạt phim gốc. Vào ngày 15 tháng 3 năm 1997, Gainax phát hành Shin seiki Evangelion Gekijō-ban: Shi to Shinsei bao gồm tập hợp clip thời lượng 60 phút tóm tắt 24 tập đầu của series gốc và chỉ có 30 phút cho phần kết mới do gặp nhiều vấn đề trong khâu sản xuất. Bộ phim thứ 2, Shin Seiki Evangelion Gekijō-ban: Ea/Magokoro o, Kimi ni được công chiếu vào tháng 7 năm 1997 thể hiện một cái kết hoàn toàn mới khi thuật lại 2 tập cuối của phiên bản truyền hình theo một góc nhìn khác. Thay vì đẩy loạt phim lên cao trào bằng sự thể hiện tâm trí nhân vật, phim điện ảnh năm 1997 lại giải quyết cao trào theo kiểu truyền thống, tức là bổ sung nhiều cảnh hành động cho các tuyến cốt truyện của series. Ea/Magokoro o, Kimi ni giành được nhiều giải thưởng và thu về 1,45 tỷ yên trong vòng sáu tháng kể từ khi công chiếu. Năm 1999, EX.org xếp phim điện ảnh ở vị trí thứ 5 cho hạng mục 'Chương trình hay nhất mọi thời đại', còn phiên bản truyền hình thì ở vị trí thứ 2. Năm 2009, CUT Magazine xếp bộ phim ở vị trí thứ 3 trong số những anime hay nhất mọi thời đại.
Ngày 9 tháng 9 năm 2006, Gainax xác nhận sản xuất một loạt phim điện ảnh mới với tựa là Evangelion Shin Gekijōban bao gồm 4 bộ phim. Phần phim đầu xào nấu lại 5 tập đầu của loạt phim gốc nhưng từ phần 2 trở đi thì có câu chuyện hoàn toàn khác khi bổ sung thêm nhân vật mới, Eva và Angel mới. Bộ phim đầu tiên, Evangelion Shin Gekijōban: Jo phát hành tại Nhật Bản vào ngày 1 tháng 9 năm 2007, Evangelion Shin Gekijōban: Ha phát hành vào ngày 27 tháng 6 năm 2009, và Evangelion Shin Gekijōban: Q phát hành vào ngày 17 tháng 11 năm 2012. Bộ phim cuối cùng, Shin Evangelion Gekijōban:𝄂 phát hành vào ngày 8 tháng 3 năm 2021 sau 2 lần trì hoãn. Ngày 8 tháng 2 năm 2015, bộ phim ngắn sử dụng công nghệ kết xuất 3D Evangelion: Another Impact đã được phát hành trực tuyến với tư cách là anime ngắn số 12 của Japan Animator Expo (Triển lãm họa sĩ diễn hoạt Nhật Bản). Anime ngắn này là sản phẩm hợp tác giữa xưởng phim hoạt hình Khara với công ty truyền thông Dwango do Aramaki Shinji làm quản lý. Bộ phim ngắn này là "câu chuyện về sự kích hoạt, cuồng nộ và tiếng gầm của một Evangelion ở thế giới khác".

### Manga và sách
Mười tháng trước khi Evangelion được phát sóng trên truyền hình, nhà thiết kế nhân vật Sadamoto Yoshiyuki đã vẽ minh họa phiên bản manga của câu chuyện với mục đích ban đầu là để quảng bá cho bộ anime. Phần đầu tiên của manga được xuất bản trên tạp chí Shōnen Ace trong số ra tháng 2 vào tháng 12 năm 1994, những phần tiếp theo được xuất bản một cách không định kỳ trong vòng 18 năm. Đến tháng 6 năm 2013, phiên bản manga cuối cùng cũng hoàn thành. Một số nhà sản xuất ban đầu lo ngại về việc lựa chọn Sadamoto để phát hành manga chuyển thể vì họ nghĩ rằng "ông đã qua thời kỳ đỉnh cao để có thể tin tưởng mà giao phó nhiệm vụ". Những sự lo ngại này hóa ra là thừa vì manga đã đạt được thành công thương mại một cách rõ ràng: 10 tập đầu tiên đã bán được 15 triệu bản, và tập thứ 11 đạt vị trí thứ nhất trên bảng xếp hạng Tohan góp phần bán thêm được 2 triệu bản. Bộ manga đã giành chiến thắng trong cuộc bình chọn của cộng đồng người hâm mộ Comicker vào năm 1996.

### Soundtrack và âm nhạc
Sagisu Shirō đã sáng tác phần lớn bản nhạc gốc cho loạt phim. Những soundtrack được phát hành đều đạt thứ hạng cao trên các bảng xếp hạng Oricon, đặc biệt là album Neon Genesis Evangelion III đã đứng đầu về doanh thu trong năm 1997. Cũng trong năm đó, Sagisu được trao giải thưởng Animation Kobe ở hạng mục "Nhạc nền xuất sắc nhất" vì những sáng tác của ông cho Evangelion. Nhạc cổ điển của Ludwig van Beethoven, Johann Sebastian Bach, Giuseppe Verdi và George Frideric Handel cũng thường xuyên xuất hiện trong bộ anime. Những tác phẩm âm nhạc cổ điển và tác phẩm giao hưởng gốc đã được sử dụng để làm nhạc nền cho các bộ phim điện ảnh về sau thuộc nhượng quyền thương mại Shin Seiki Evangelion. Series đã sản xuất tổng cộng 21 album bao gồm phòng thu, hát live, tuyển tập và sountrack cùng với 6 đĩa đơn. Bài hát chủ đề mở đầu của loạt phim là Zankoku na tenshi no tēze do Takahashi Yoko trình bày đã được xếp hạng trong 2 cuộc bình chọn của TV Asahi. Đầu tiên là vị trí thứ 55 cho những ca khúc chủ đề anime hay nhất mọi thời đại, tiếp đó là vị trí thứ 18 cho những ca khúc chủ đề anime hay nhất thập niên 1990. Sau 15 năm kể từ ngày phát hành, nhạc chủ đề đã giành được giải thưởng thường niên của JASRAC cho tiền bản quyền mà nó tiếp tục thu được từ việc sử dụng cho máy pachinko, pachislo, karaoke và các địa điểm khác. Nhạc chủ đề kết thúc của bộ anime là một phiên bản của ca khúc "Fly Me to the Moon" do Claire Littley (tên ở phần danh đề là CLAIRE) chuyển soạn và thể hiện.

### Trò chơi điện tử
Một số trò chơi điện tử ăn theo loạt phim đã được phát triển, từ game nhập vai và phiêu lưu cho đến mạt chược và thẻ bài. Series cũng sản xuất một số visual novel, 2 trong số đó đã lấy cảm hứng từ bộ manga hài lãng mạn Shin Seiki Evangelion Kōtetsu no Gārufurendo 2nd và Shin Seiki Evangelion: Ikari Shinji Ikusei Keikaku.

## Đón nhận
— Nick Verboon, Unreality Mag (13 tháng 6 năm 2013)
Shin Seiki Evangelion đã được giới phê bình trong nước và quốc tế đón nhận nồng nhiệt ngay từ lần phát sóng đầu tiên và trong nhiều thập kỷ kể từ khi phát hành. Trên trang tổng hợp đánh giá Rotten Tomatoes, bộ anime đạt điểm đồng thuận là 100% dựa trên 29 bài đánh giá, với điểm số trung bình là 8,29/10. Phần đánh giá chung của trang web viết rằng "Neon Genesis Evangelion vừa là tiêu chuẩn văn hóa của Nhật Bản, vừa là cái nhìn không khoan nhượng của một auteur kiêm nhà sáng tạo Anno Hideaki, không những vậy nó còn là sự hấp dẫn tột đỉnh của thể loại anime mecha và lột tả được nỗi đau đớn của chứng trầm cảm – tạo nên một sử thi hoàn toàn độc lạ về thiên thần và ác quỷ trong nội tâm [của mỗi con người]."
Sau khi chương trình truyền hình kết thúc lần phát sóng đầu tiên, quan điểm của công chúng và giới phê bình chuyên môn có sự phân cực, đặc biệt là đối với 2 tập cuối cùng. Cái kiểu kết thúc đậm chất thử nghiệm của phần cuối khiến nhiều người hâm mộ cảm thấy bối rối hoặc ức chế, hệ quả là nhiều cuộc tranh luận và tranh cãi đã nổ ra. Những lời chỉ trích chủ yếu nhằm vào việc cốt truyện thiếu hướng giải quyết cho 2 tập cuối cùng. Ý kiến về phần cuối có sự đa chiều, người thì cho rằng 2 tập cuối "có chiều sâu", người thì cảm thấy chúng "nhìn qua thì có vẻ [có nghĩa] nhưng thật ra chả [có nghĩa] gì cả". Diễn viên lồng tiếng cho phiên bản tiếng Anh của bộ phim thừa nhận rằng họ cũng thấy khó hiểu với phần kết. Tờ Mainichi Times viết rằng sau khi tập 25 kết thúc, "hầu như tất cả người xem đều cảm thấy bị phản bội ... Khi bình luận viên Ōtsuka Eiji gửi một lá thư đến Yomiuri Shimbun phàn nàn về kết thúc của loạt phim, cuộc tranh luận đã nổ ra trên toàn quốc." Mặc cho những lời chỉ trích, Anno vẫn giữ vững lập trường của mình về cái kết hàm chứa dụng ý nghệ thuật của series. Năm 2003, nhà phê bình Zac Bertschy nhận xét rằng "Hầu hết những người phản ứng gay gắt với Evangelion là những người không chịu động não". Những tranh cãi ban đầu xoay quanh kết thúc của Evangelion không ảnh hưởng gì đáng kể đến danh tiếng của bộ anime.
"Sự phong phú" của nhân vật và lối kể chuyện "phức tạp và nhiều lớp" đã được các nhà phê bình đánh giá cao. Năm 2009, Mike Hale của The New York Times đã mô tả Evangelion là "một bộ anime chất lượng, một câu chuyện về người máy khổng lồ có chiều sâu, cảm xúc và chi tiết lạ thường." Evangelion đã phát triển thành một hiện tượng xã hội vượt xa xuất phát điểm ban đầu là cộng đồng người hâm mộ, tạo ra cuộc thảo luận trên toàn Nhật Bản. Loạt phim này cũng là chủ đề của nhiều báo cáo, tranh luận, nghiên cứu trên các phương tiện truyền thông toàn cầu. Series đã thu hút sự quan tâm đánh giá của các nhà phê bình, học giả, và nhà xã hội học như Susan J. Napier, William Rout, Mick Broderick, Kotani Mari, Miyadai Shinji, Azuma Hiroki, Furuhata Yuriko, và Marc Steinberg. Evangelion đã được mô tả là sự phê phán và giải kết cấu của thể loại mecha. Theron Martin (Anime News Network) đã diễn tả thiết kế nhân vật là "khác biệt, thiên về sexy hơn là đáng yêu", và thiết kế người máy là "một trong những thiết kế cá biệt nhất từng được sản xuất ở một series anime, với kiểu dáng đẹp, mềm mại, uyển chuyển nhưng trông rất quái dị, đáng sợ, và mang dáng vẻ nhanh nhẹn thay vì dáng vẻ kiểu hình hộp và hiệp sĩ." Mike Crandol nói rằng "Có vẻ không còn phải bàn cãi gì nữa khi nói rằng Evangelion là một trong những tác phẩm hoạt hình vĩ đại nhất mọi thời đại". Nhà phê bình Nhật Bản Tsuribe Manabu cho rằng Evangelion có nội dung "cực kỳ hướng nội và thiếu tính xã hội nên nó dường như phản ánh căn bệnh của thời đại." Vào tháng 2 năm 2004, Cinefantastique đã liệt kê Evangelion là một trong "10 phim hoạt hình mà bạn phải xem".

### Giải thưởng
Shin Seiki Evangelion luôn đạt điểm cao trong các cuộc thăm dò phổ biến. Năm 1996, bộ anime đã chiếm giữ vị trí đầu tiên trong hạng mục "Series được yêu thích nhất" của Anime Grand Prix, một chuỗi giải thưởng do độc giả bình chọn được đăng trên tạp chí Animage. Series được trao giải thêm một lần nữa vào năm 1997 khi đạt số lượng bình chọn áp đảo. Ea/Magokoro o, Kimi ni giành vị trí đứng đầu vào năm 1998, đưa Shin Seiki Evangelion trở thành nhượng quyền thương mại đầu tiên thắng giải nhất 3 lần liên tiếp. Trang web IGN xếp Evangelion là loạt phim hoạt hình hay thứ 10 trong danh sách "100 chương trình hoạt hình hàng đầu". Bộ anime đứng thứ 3 trong danh sách "anime mà bạn nên ghi nhớ ở thế kỷ 21" của Animage. Năm 1998, độc giả EX.org đã bình chọn Shin Seiki Evangelion ở vị trí thứ nhất trong số những anime phát hành ở Hoa Kỳ và vào năm 1999, họ đã bình chọn series ở vị trí thứ 2 trong số những chương trình anime hay nhất mọi thời đại. Năm 2007, một cuộc thăm dò quy mô lớn do TV Asahi tổ chức cho thấy Evangelion là anime được đánh giá cao thứ 2 tại Nhật Bản. Series được xếp hạng là anime phổ biến nhất mọi thời đại trong một cuộc khảo sát năm 2006 với 80,000 người tham gia tại Liên hoan Nghệ thuật truyền thông Nhật Bản.
Evangelion đã giành giải thưởng Animation Kobe vào năm 1996, và năm 1997. Loạt phim đã được trao Giải thưởng Nihon SF Taisho và Giải thưởng xuất sắc tại Liên hoan nghệ thuật truyền thông Nhật Bản vào năm 1997. Series xếp hạng thứ 7 trong "Top 50 Anime được phát hành ở Bắc Mỹ" trên tạp chí anime của Wizard. Trong số ra tháng 8 năm 1996 của tạp chí Animage, các nhân vật của Evangelion chiếm vị trí cao trên bảng xếp hạng những nhân vật được yêu thích nhất với Rei ở vị trí thứ nhất, Asuka thứ 3, Kaworu thứ 4 và Shinji thứ 6. Ayanami Rei giành chiến thắng ở hạng mục Nhân vật nữ vào năm 1995 và 1996, còn Ikari Shinji giành chiến thắng ở hạng mục Nhân vật nam vào năm 1996 và 1997. Năm 2010, tạp chí Newtype công nhận Ayanami Rei là nhân vật nữ nổi tiếng nhất thập niên 1990 ở hạng mục nhân vật nữ và Ikari Shinji ở hạng mục nhân vật nam. TV Asahi ghi nhận "hành động cảm tử của Ayanami Rei" là cảnh anime cảm động thứ 9 từ trước đến nay.

### Trang web chính thức
- Neon Genesis Evangelion, Gainax's official site Lưu trữ ngày 2 tháng 4 năm 2001 tại Wayback Machine
- Trang web của Madman Entertainment
- 新世紀エヴァンゲリオン Website của King Record

### Bài viết và thông tin
- Neon Genesis Evangelion trên Internet Movie Database
- Neon Genesis Evangelion (anime) tại từ điển bách khoa của Anime News Network
- Neon Genesis Evangelion trên DMOZ